# Camille Jones
Camille Jones to urodzona w 1974 w Kopenhadze duńska wokalistka, autorka tekstów oraz producentka. Najbardziej znana jest z przeboju The Creeps..
Karierę we własnym kraju rozpoczęła już w 2000 roku wydając debiutancki krążek 'Camille Jones'. Z niego pochodziły single: Daddy Would Say i Nothing Comes From Nothing. 4 lata później ukazał się drugi album artystki zatytułowany 'Surrender'. Singlem promującym wydawnictwo było The Creeps. Teledysk, którego wyreżyserowaniem zajął się Mikkel Serup, został nominowany do nagrody „Danish Music Awards” w 2005 roku.
Holenderski DJ Fedde Le Grand zremiksował utwór, dzięki czemu stał się on popularny w całej Europie. 5 marca 2007 The Creeps został wydany przez Ministry of Sound w Wielkiej Brytanii i Irlandii. Markus Adams zajął się produkcją nowego teledysku. W Niemczech piosenka została wydana dopiero 25 czerwca 2008 roku nakładem „Kontor Records”. The Creeps jest to jak na razie największy sukces Camille Jones w Europie. Singiel uplasował się na wysokich pozycjach wielu list przebojów (1. miejsce na „Spanish Singles Chart”, 7. na brytyjskiej liście UK Singles Chart, 2. na „Malta Singles Chart”, 8. na liście przebojów w Liechtenstein'ie, 14. w Rumunii, 82. w Niemczech, 15. pozycja na „Aria Charts” oraz 1. na „UK Dance Chart”). Piosenka cieszyła się popularnością także w Polsce. Oficjalnie powstały aż cztery videoclipy do The Creeps.
W 2009 roku ma ukazać się kolejny album piosenkarki.

## Dyskografia

### Albumy
- 2000: Camille Jones
- 2004: Surrender
- 2009: Barking Up The Wrong Tree

### Single
- 2007: The Creeps (Vs. Fedde Le Grand)
- 2008: Difficult Guys
- 2008: I Am (What You Want Me To Be)
- 2009: Someday
- 2009: Get Me Out